# Джулия Бочева
Джулия Бочева е българска актриса и певица.

## Детство и образование
Родена е в София през 1992 г. Завършва Национално музикално училище „Любомир Пипков“, където изучава активно пиано и виола, следва в НАТФИЗ „Кръстьо Сарафов“ в класа на проф. Стефан Данаилов и през 2017 г. се дипломира със специалност Актьорство за драматичен театър, но в класа на проф. Пламен Марков.

## Кариера
Повече от десет години е част от детската вокална група „Бон-Бон".
Озвучава герои на анимационния филми „Тарзан 2“ и американския игрален филм „Котката с шапката“.
Участва в рекламни клипове и е била вокал на група SouthWick, както и артист–изпълнител в Deep Zone Project. През 2016 г. участва в предаването на Нова телевизия „Като две капки вода“.
Участва в театрални постановки, като от 2012 г. изпълнява главната роля (Шарлота) в представлението на Театър „София“ – „Скачай“ (от Здрава Каменова, режисьор Калин Ангелов), където показва както актьорски така и певчески умения. Участва също и в „Саломе“ в Театър „Българска армия“ с режисьор Диана Добрева (премиерата е през 2017 г.). От 2018 г. играе в „Един безумен ден“, режисьор Михаил Петров. През 2016 г. се снима в клипа към песента "Бягай" на Слави Трифонов и Ку-Ку Бенд.

### Революция Z
Добива популярност около сериала на bTV „Революция Z“, където играе една от главните роли - на Ани, като вокалистка на едноименната музикална група. Изпълнява главна роля и в сериала на БНТ и "Мирамар Филм" "Порталът" (2021 г.).

## Личен живот
През 2019 г. се омъжва за Галин Рангелов.